# المذنب (فلم 2021)
المذنب (بالإنجليزية: The Guilty) هو فيلم جريمة إثارة أمريكي صدر عام 2021 من إخراج وانتاج أنطوان فوكوا وهو مبني على فيلم دنماركي يحمل نفس الأسم.الفيلم من بطولة جيك جيلنهال، إيثان هوك، بيتر سارسجارد وريلي كيو.